# Little Bo-Peep
"Little Bo-Peep" (em português: "Pequena Bo-Peep") é uma famosa canção de ninar em língua inglesa sobre uma pastorinha que perdeu uma de suas ovelhas. Possui a numeração 6487 no banco de dados Roud Folk Song Index.

## Letra e Melodia

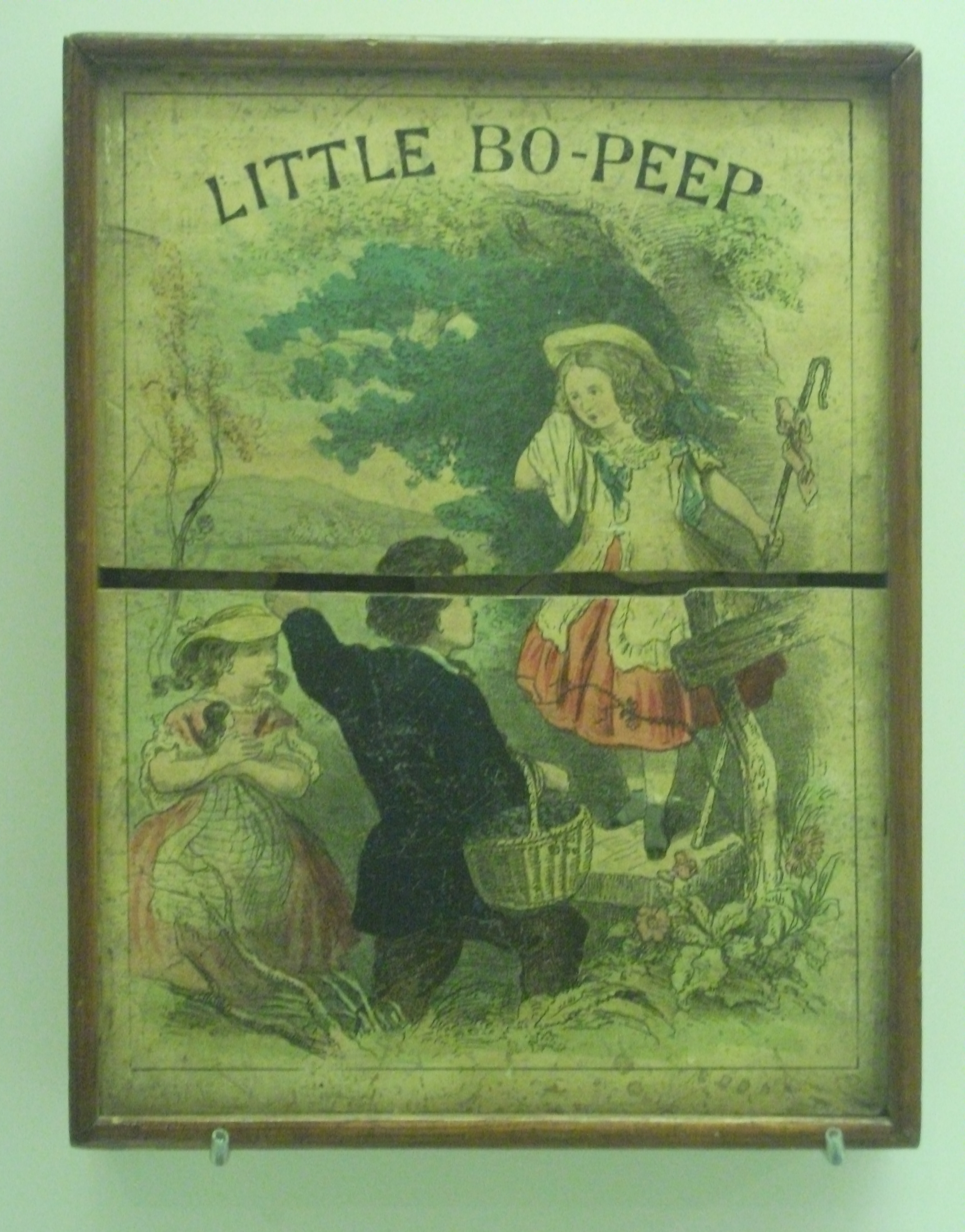
brincadeira educativa do século XIX

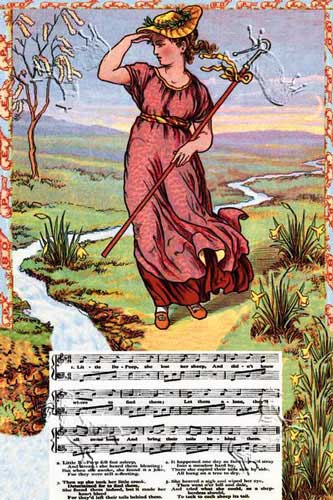
Little Bo-Peep, por Walter Crane, c. 1885

Como na maioria dos produtos da tradição oral, há muitas variações para a rima. A versão mais em inglês é:
Little Bo-Peep has lost her sheep,

And doesn't know where to find them;

Leave them alone, and they'll come home,

Wagging (bringing) their tails behind them.
Tradução
Pequena Bo-Peep perdeu sua ovelha,

E não sabe onde encontra-lá;

Deixe-a sozinha, que volta para casa,

Abanando (trazendo) ao lar sua cauda.
Variações comuns na segunda linha incluem "And can't tell where to find them" ("E sei não dizer onde encontrá-la"). A quarta linha é frequentemente ditada como "Bringing their tails behind them" ("Trazendo sua cauda entre as pernas"), ou as vezes "Dragging their tails behind them" ("Arrastando sua cauda entre as pernas"). Esta versão alternativa é útil na versão estendida, geralmente com mais quatro estrofes. A melodia comumente associada à rima foi registrada pela primeira vez em 1870 pelo compositor e colecionador de canções de ninar James William Elliott em suas National Nursery Rhymes and Nursery Songs.

## Origens
O registro mais antigo dessa rima está em um manuscrito de cerca de 1805, que contém apenas o primeiro verso que faz referência à Bo Peep adulta, chamada de "Pequena" porque era baixa e não porque era jovem. Há referências a uma brincadeira infantil chamado "bo-peep", do século XVI, incluindo uma de Shakespeare, Rei Lear (Ato I, Cene IV), para o qual "bo-peep" acredita-se que se refira a brincadeira infantil de peek-a-boo, mas não há evidências de que o ritmo tenha existido antes do século XVIII. Os versos adicionais foram registrados pela primeira vez na versão impressa mais antiga em uma versão de Gammer Gurton's Garland ou The Nursery Parnassus em 1810, publicado em Londres por Joseph Johnson.
A frase "brincar de espiar" ("to play bo peep") era usada desde o século XIV para se referir à punição de ficar em um pelourinho. Por exemplo, em 1364, uma alewife (vendedora de cerveja), Alice Causton, foi condenada por dar uma medida curta, crime pelo qual ela teve que "brincar de espiar através de uma pilhagem". Andrew Boorde usa a mesma frase em 1542, "E todos os padeiros maus, que não fazem um bom pão de milho branco, mas misturam outros grãos com milho branco, ou não ordenam e temperam o milho, dando-lhe um bom peso, gostaria que pudessem brincar de espiar (bo peep) através de uma pilha". No entanto, as conexões com ovelhas são antigas; uma balada do século XV inclui os versos: "Metade da Inglaterra agora é ovelha // Em cada canto eles brincam de boe-peep".